# Jozef Ostyn
Jozef Ostyn is een Belgisch bestuurder. Hij is sinds 25 februari 2012 de vicegouverneur van het Administratief arrondissement Brussel-Hoofdstad. 
Op 16 februari 2012 stelde de Brusselse regering hem aan als "dienstdoend" vicegouverneur. 
Op 11 juli 2013 benoemde de Brusselse regering hem definitief tot vicegouverneur.
Hij volgde Jean Clément op die de functie van waarnemend vicegouverneur en gouverneur anderhalf jaar combineerde nadat Hugo Nys met pensioen ging. 
Voorheen was Ostyn kabinetschef van Brussels minister van vervoer en openbare werken Brigitte Grouwels (CD&V).